# Stedelijk- en West-Zanzibar
Stedelijk- en West-Zanzibar is een regio van Tanzania op het eiland Zanzibar. Met een grootte van 230 vierkante kilometer is het de kleinste regio van Tanzania. In 2002 woonden wel meer dan 390.000 mensen in de regio wat zorgde voor een bevolkingsdichtheid van 1700 inwoners per vierkante kilometer. De hoofdstad van de regio is Zanzibar en tevens de hoofdstad van de deelstaat Zanzibar die gevormd wordt door de eilanden Zanzibar en Pemba.

## Grenzen
De regio Stedelijk- en West-Zanzibar heeft de kortste kustlijn van de drie regio's op het eiland:
- Met de Indische Oceaan in het zuiden en het westen.
- Tegenover Stedelijk- en West-Zanzibar, op het vasteland van Tanzania, ligt de regio Pwani.

Stedelijk- en West-Zanzibar grenst voor het overige aan de twee andere regio's op het eiland:
- Noord-Zanzibar in het noorden.
- Centraal- en Zuid-Zanzibar in het oosten.

## Districten
De regio is onderverdeeld in twee districten:
- Magharibi
- Mjini